# Pizzo Bellavista
Il Pizzo Bellavista è una montagna innevata al confine tra l'Italia e la Svizzera in località Pontresina. Si trova ad occidente del Piz Palü, separato da quest'ultimo dalla Fuorcla Bellavista.

## Descrizione
È formato da quattro cime (da oriente a occidente: 3799 m s.l.m., 3888 m, 3890 m e 3922 m). A occidente della montagna si trova la Fuorcla dal Zupò (3846 m), che a sua volta è a nord del Pizzo Zupò.
L'attraversata delle quattro cime, possibile sia da est a ovest sia viceversa, non pone difficoltà particolari. Spesso si attraversa il Bellavista dopo la scalata del Piz Palü, proseguendo poi verso il Rifugio Marco e Rosa, ai piedi del Pizzo Bernina. A nord del Bellavista ha inizio il Ghiacciaio di Morteratsch

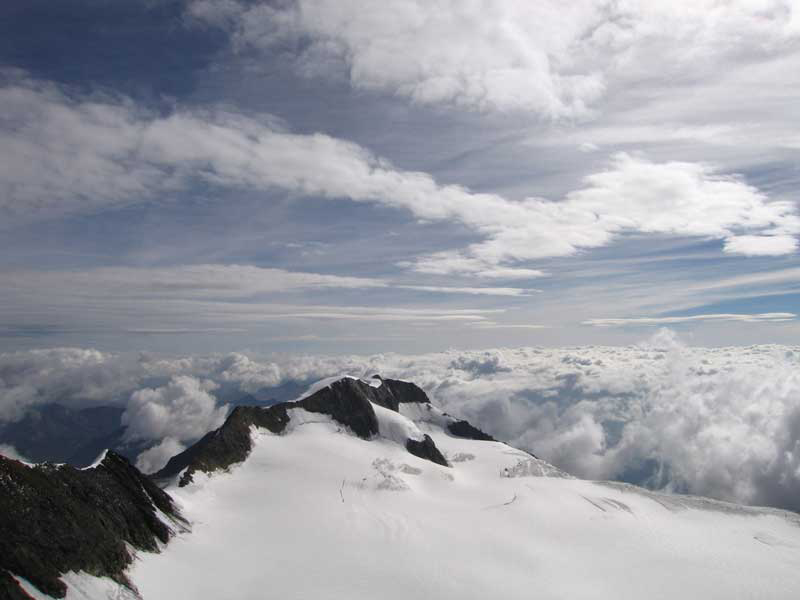
Il Bellavista visto dal Pizzo Zupò